# Charmosyna multistriata
Charmosyna multistriata е вид птица от семейство Папагалови (Psittaculidae). Видът е почти застрашен от изчезване.

## Разпространение
Видът е разпространен в Индонезия и Папуа Нова Гвинея.